# 広島市医師会
一般社団法人 広島市医師会（いっぱんしゃだんほうじんひろしましいしかい、英称 Hiroshima City Medical Association）は、広島市の医師を会員とする医師会。6医師会（中区医師会・東区医師会・西区医師会・南区医師会・佐伯区医師会・勤務医会）から成る。

## 所在地
- 広島県広島市西区観音本町1丁目1番1号

## 沿革
- 1887年3月 - 広島医会を設立[1]。
- 1896年4月 - 芸備医学会を設立[1]。
- 1906年12月 - 広島医師倶楽部を組織[1]。
- 1908年10月 - 広島医師倶楽部を広島医会に改称[1]。
- 1920年3月 - 広島市医師会を設立[1]。
- 1937年4月 - 広島市医師会付属看護婦産婆養成所開設[1]。
- 1942年12月 - 広島市医師会を広島県医師会広島市支部に改組[1]。
- 1946年12月 - 広島市開業医会を設立[1]。
- 1947年11月 - 社団法人広島市医師会を設立[1]。
- 1951年2月 - 下中町に広島医師会館建設[1]。
- 1952年4月 - 広島市医師会准看護婦養成所開校[1]。
- 1959年6月 - 八丁堀に准看護婦養成所専用校舎を購入、移転[1]。
- 1960年4月 - 広島市医師会准看護婦養成所を広島市医師会准看護学院に改称[1]。
- 1961年7月 - 広島市医師会臨床検査センター開設[1]。
- 1964年9月 - 広島市医師会高等看護学院開校[1]。
- 1969年6月 - 観音本町1丁目に広島医師会館建設、移転[1]。
- 1974年11月 - 行政合併により広島市域となった安芸町の安芸町医師会が当会に編入[1]。
- 1977年4月 - 広島市医師会看護専門学校医療高等課程 広島市医師会看護専門学校医療専門課程に改称（専修学校として認可）[1]。
- 1986年1月 - 行政合併により広島市域となった旧佐伯郡五日市町の佐伯地区医師会五日市支部が当会に編入[1]。
- 1989年9月 - 広島市医師会臨床検査センターを千田町に移転[1]。
- 1993年9月 - 社会福祉法人福祉広医会設立[1]。
- 1995年4月 - 特別養護老人ホーム悠悠タウン江波開所[1]。
- 1997年10月 - 区医師会設立（中・東・西・南・佐伯）[1]。

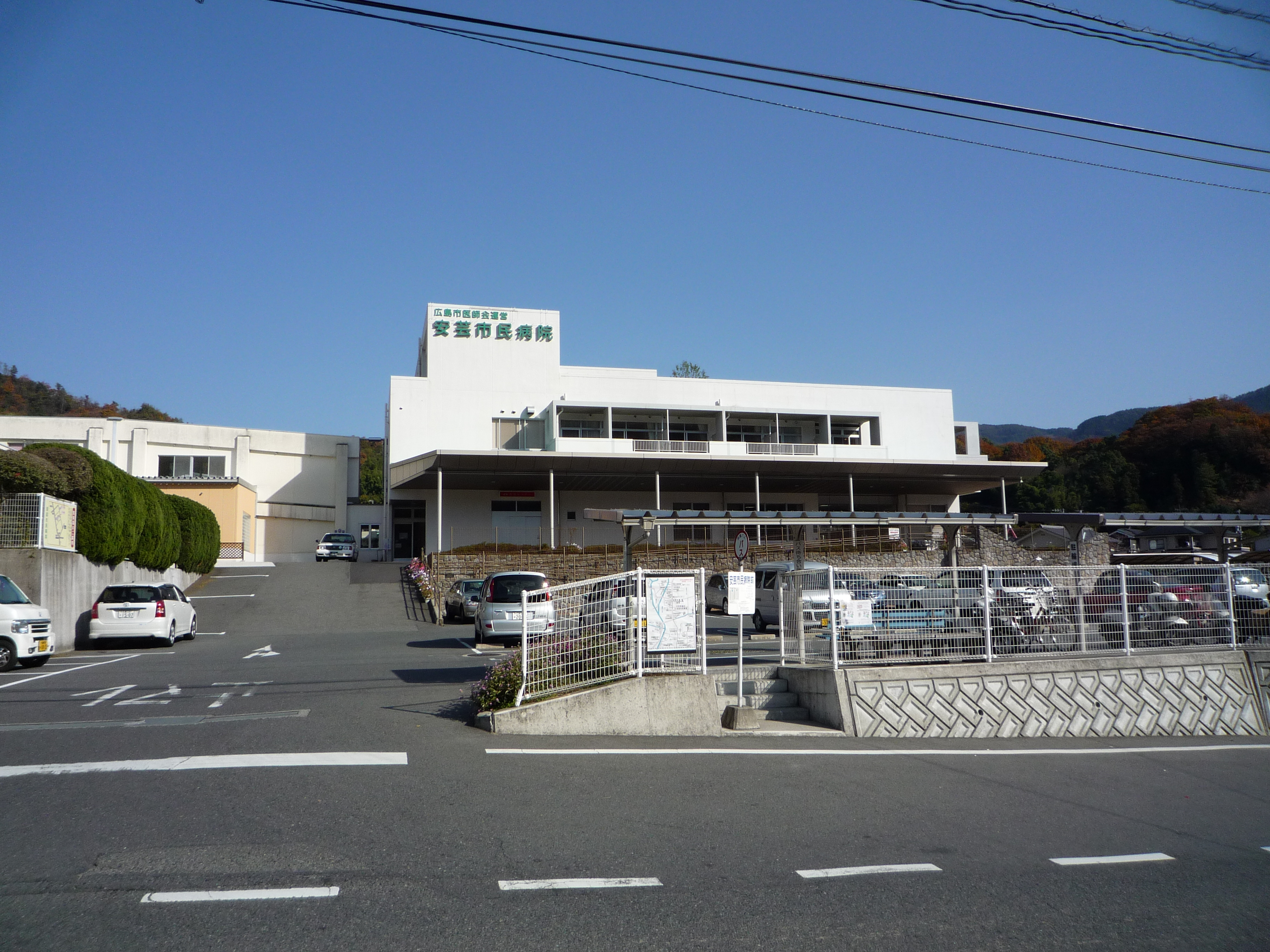
広島市医師会運営・安芸市民病院。

- 2001年12月 - 医師会病院（広島市医師会運営・安芸市民病院）開院[1]。
- 2002年2月 - 悠悠タウン基町が開所される[1]。
- 2008年4月 - 行政合併により旧湯来町が広島市域となり、佐伯地区医師会より当会に編入される[1]。
- 2009年3月 - 広島市医師会千田町夜間急病センター（内科・眼科）が開所される[1]。
- 2014年4月 - 一般社団法人に移行[1]。
- 2018年
  - 2月 - 悠悠タウン江波二本松看護小規模多機能型居宅介護施設が開所される[1]。
  - 12月 - 悠悠タウン基町デイサービスセンターが開所される[1]。
- 2019年6月 - 広島市医師会千田町夜間急病センター（整形外科・外科）が開設される[1]。

## 歴代会長
| - 上杉謙吉 1920年 - 1928年 - 天野良太郎 1928年 - 1930年 - 渡辺英吉造 1930年 - 1934年 - 三宅良一 1934年 - 1936年 - 天野進作 1936年 - 1939年 - 光本天造 1939年 - 1941年 - 松坂義正 1941年 - 1944年 - 吉田寛一 1944年 - 1945年 - 京極一久 1945年 - 1947年 - 今川卓治 - 1947年 - 1949年 - 1955年 - 1957年 - 田坂三友 1949年 - 1953年 - 正岡旭 1953年 - 1955年 - 大内五良 1957年 - 1959年 | - 原田東岷 1959年 - 1963年 - 上田太郎 1963年 - 1967年 - 沢近宏 1967年 - 1971年 - 藤堂直樹 1971年 - 1976年 - 藤井康平 1976年 - 1980年 - 杉本純雄 1980年 - 1982年 - 福原照明 1982年 - 1986年 - 山下芳彦 1986年 - 1990年 - 落久保幸夫 1990年 - 1994年 - 真田幸三 1994年 - 1998年 - 碓井静照 1998年 - 2004年 - 平松恵一 2004年 - 2010年 - 長﨑孝太郎 2010年 - 2013年 - 松村誠 2013年 - 2020年 - 佐々木博 2020年 2022年 |